# 21

21(이십일)은 20보다 크고 22보다 작은 자연수다.

## 수학
- 합성수로, 그 약수는 1, 3, 7, 21이다. 진약수의 합은 11이므로, 21은 부족수다.
  - 7번째 반소수다. 앞의 반소수는 15, 다음 반소수는 22이다.
- 8번째 피보나치 수다. 앞의 피보나치 수는 13, 다음은 34다.
- 5번째 모츠킨 수다. 앞의 모츠킨 수는 9, 다음은 51이다.
- 6번째 삼각수다. 앞의 삼각수는 15, 다음은 28이다.
  - 정육면체 주사위에 있는 모든 수의 합은 21이다.
- 3번째 팔각수다. 앞의 팔각수는 8, 다음은 40이다.

## 과학·기술
- 스칸듐(Sc)의 원자번호.
- 산소는 공기 중에 약 21%를 차지한다.
- 다운 증후군은 21번 염색체가 3개다.
- NGC 21/NGC 29: 안드로메다자리 방향에 있는 나선은하.

## 교통
- 고속도로
  - 유럽 고속도로 21호선: 프랑스 메스에서 스위스 제네바까지 이어지는 유럽 고속도로.
  - 아우토반 21호선: 독일의 고속도로.
- 국도 제21호선
  - 대한민국 21번 국도: 전북특별자치도 남원시 대강면에서 경기도 이천시 장호원읍까지 이어지는 대한민국의 국도.
  - 일본 21번 국도: 기후현 미즈나미시에서 시가현 마이바라시까지 이어지는 일본의 국도.
- 기타 도로
  - 현도 제21호선

## 군사
- U-21: 독일의 군용 잠수함. 제1차 세계 대전에 사용된 1913년제 모델(영어판)과 제2차 세계 대전에 사용된 1936년제 모델(영어판)이 있다.

## 문화유산
- 대한민국의 국보 제21호: 경주 불국사 삼층석탑
- 대한민국의 보물 제21호: 부여 당 유인원 기공비
- 대한민국의 사적 제21호: 경주 김유신묘

## 방송
- 스카이라이프, B tv, U+ TV의 공영쇼핑 채널 번호.[1]
- 지니 TV의 tvN 스토리 채널 번호.
- TV 프로그램 《가족오락관》은 총 21명의 여자 MC를 배출했다.

## 시간
- 21시는 밤 9시이다.

## 스포츠
- KBO 리그에서 주로 투수들의 등번호로 사용되고 있다. 유명 선수로 박철순, 송진우, 정대현, 오승환, 윤석민 등이 있으며, 두산 베어스에서는 박철순을, 한화 이글스에서는 송진우를 각각 기념하기 위해 영구결번 처리되었다.
- 대한민국의 전 축구 선수 박지성은 등번호 21번을 달고 2002월드컵에 출전했다.

## 기타
- 날짜: 2월 1일
- 연도: 21년, 기원전 21년
- 21세기
- 21 클럽
- 병 뚜껑의 돌기 수는 모두 21개다.

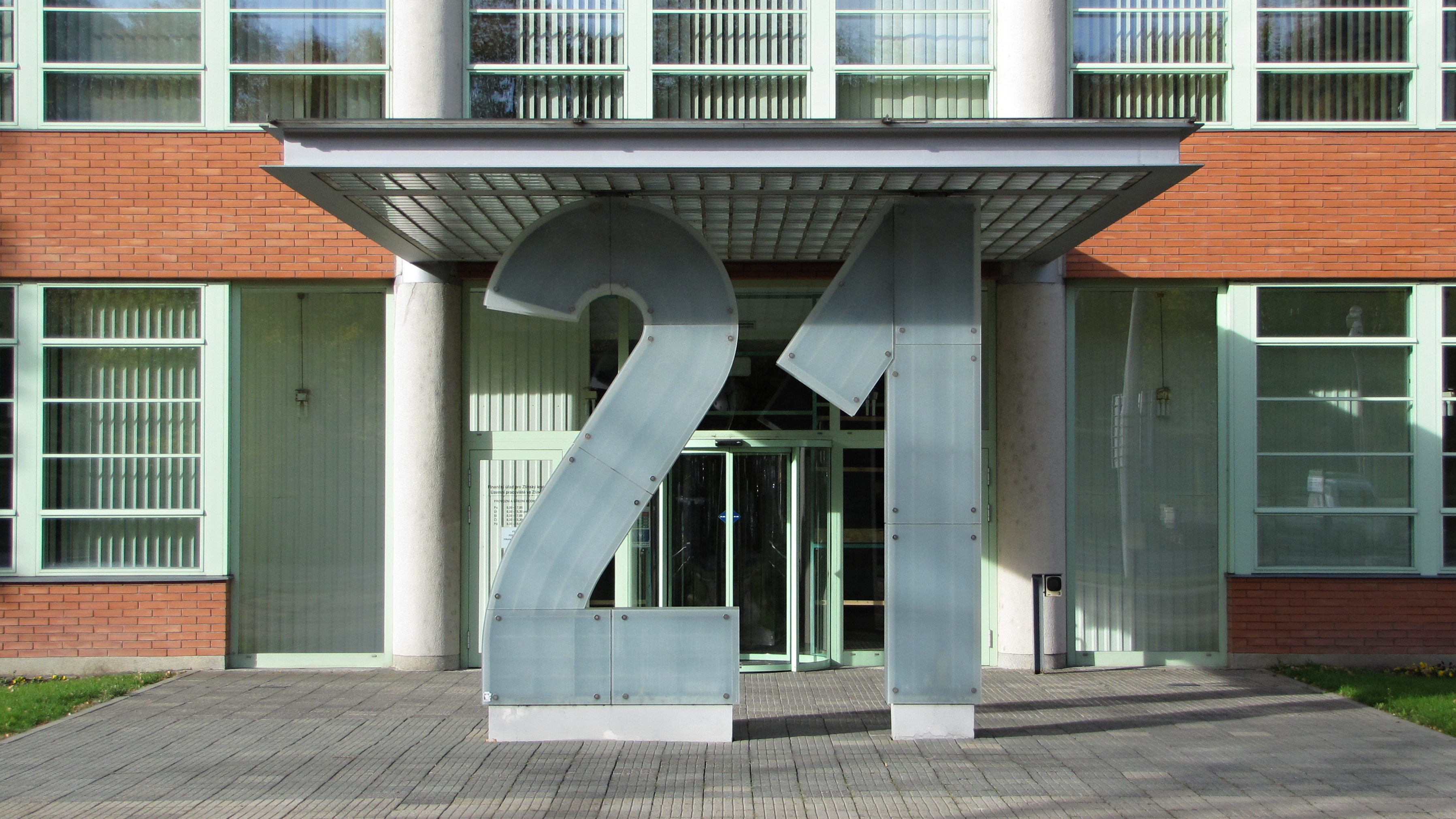

- 블랙잭의 기본적인 규칙으로 되는 숫자는 21다.
- 2NE1: 대한민국의 여성 4인조 음악 그룹. 이 이름을 읽으면 21이라는 뜻의 'Twenty-one'이 된다.

1. ↑  LG헬로비전과 KT HCN의 채널 번호가 같다.